# Les Copains d'abord (série télévisée)
Les Copains d’abord est une mini série télévisée française, créée par Edgar F. Grima et Jérôme Bruno, diffusée depuis le 30 juillet 2020 sur M6.

## Synopsis
Deux familles, partageant tout et vivant sur le même palier, sont contraintes de déménager car l'immeuble est mis en vente. Comme l'une d'elles n'a pas les moyens d'acheter son appartement et qu'il n'est plus question de vivre séparés les uns des autres, les deux familles s'inscrivent à un concours "habitat participatif" organisé par la mairie. Reste à trouver deux autres familles pour cocher toutes les cases et convaincre le jury que leur projet mérite de remporter le concours...

## Fiche technique
- Titre original : Les Copains d’abord
- Réalisation : Denis Imbert
- Scénario : Edgar F. Grima et Jérôme Bruno
- Production : Stéphane Moatti et Aude Thévenin
- Société de distribution : M6
- Pays d’origine :  France
- langue originale : français
- Format : couleur
- Genre : comédie
- Durée : 6 × 52 minutes
- Dates de première diffusion :
  -  France : depuis le 30 juillet 2020 sur M6

## Distribution
- Olivia Côte : Julie Binarelli
- Julien Boisselier : Antoine Binarelli
- Judith Siboni : Fleur Capellin
- Amaury de Crayencour : Dimitri Capellin
- Benjamin Bellecour : Romain
- Cédric Moreau : Mika
- Anne-Élisabeth Blateau : Mélissa, maire du village de Cougourdon
- Catherine Jacob : Annie, mère de Fleur
- Jean Benguigui : Bernard, père de Fleur
- Sixtine Dutheil : Simone Binarelli
- Ayumi Roux : Victoire Capellin
- Valentin Pinette : Jean-Claude Binarelli
- Youssef Hajdi : Wissem
- Romain Lancry : Steve
- Stéphane Boucher : Pélissier
- Karina Marimon : Christine
- Isabelle Candelier : Madame Slimani
- Tatiana Gousseff : La proviseure

## Épisodes
La mini-série est composée de six épisodes.

### Saison 1

#### Épisode 1
- France : 30 juillet 2020 sur M6

- France : 1,358 million de téléspectateurs (7,5 %)[1]

#### Épisode 2
- France : 30 juillet 2020 sur M6

- France : 1,15 million de téléspectateurs (6,9 %)[1]

#### Épisode 3
- France : 6 août 2020 sur M6

- France : 1,097 million de téléspectateurs (6,2 %)[2]

#### Épisode 4
- France : 6 août 2020 sur M6

- France : 906 000 téléspectateurs (5,6 %)[2]

#### Épisode 5
- France : 14 août 2020 sur M6

- France : 242 000 téléspectateurs (7,2 %)[3]

#### Épisode 6
- France : 14 août 2020 sur M6

- France : 122 000 téléspectateurs (5,7 %)[3]

### Audiences
Les deux premières épisodes de la série ont rassemblé 1,25 million de téléspectateurs dont 7,2 % en PDA, selon Médiamétrie.
| Épisode | Date de diffusion | Téléspectateurs | PDA   | Références |
| ------- | ----------------- | --------------- | ----- | ---------- |
| 1       | 30 juillet 2020   | 1 250 000       | 7,2 % | [ 4 ]      |
| 2       | 30 juillet 2020   | 1 250 000       | 7,2 % | [ 4 ]      |
| 3       | 6 août 2020       | 1 000 000       | 5,9 % | [ 5 ]      |
| 4       | 6 août 2020       | 1 000 000       | 5,9 % | [ 5 ]      |
| 5       | 14 août 2020      | 182 000         | 6,5 % | [ 3 ]      |
| 6       | 14 août 2020      | 182 000         | 6,5 % | [ 3 ]      |

- Meilleur audience de la série
- Meilleure PDA de la série

### Réceptions critiques
Selon les critiques des téléspectateurs par Allociné, la série a reçu une note moyenne de 3,5 sur 5 étoiles.